# Lago de Silvaplana
El lago Silvaplana (en alemán: Silvaplanersee; romanche, Lej da Silvaplauna) es un lago en la parte superior del valle de Engadina en los Grisones (Suiza). Toma su nombre del pueblo de Silvaplana.

## Enlaces externos

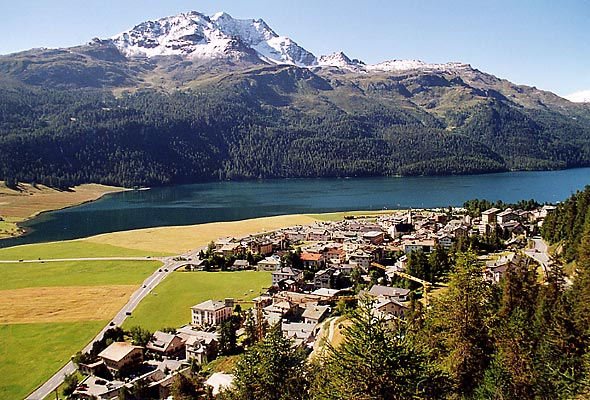
Vista del lago